# 甲骨文球場
甲骨文球場 (Oracle Park)，舊名AT&T球場 ()、SBC球場 (SBC Park)、及太平洋貝爾球場 ()，是一座位於美國加州舊金山的露天運動場，主要用來舉辦棒球比賽，也是美國職棒大聯盟球隊舊金山巨人的主場。除了舉行棒球比賽以外，「綠寶石盃」大學美式足球冠軍盃比賽曾於2002至2013年間在此舉行。球場位於市場街以南中國盆地和南海灘兩個社區之間，第三街夾金恩街的地方。球場於1997年12月11日動工，於2000年3月31日啟用，是巨人隊遷至舊金山後的第三個球場。
甲骨文球場是大聯盟2007年明星賽的舉辦地點。2013年世界棒球經典賽的準決賽和決賽也於此舉行。球場內左、右兩側的室外牛棚，多年來釀出不少意外，基於安全考量已將牛棚移到中外野牆後方。在這之前，小熊隊牛棚區也採用同樣方式設計，但在2017年之後就已經改善。目前大聯盟僅剩運動家的奧克蘭運動家主場奧克蘭–阿拉米達郡競技場及坦帕灣光芒主場純品康納球場，仍是場內牛棚。

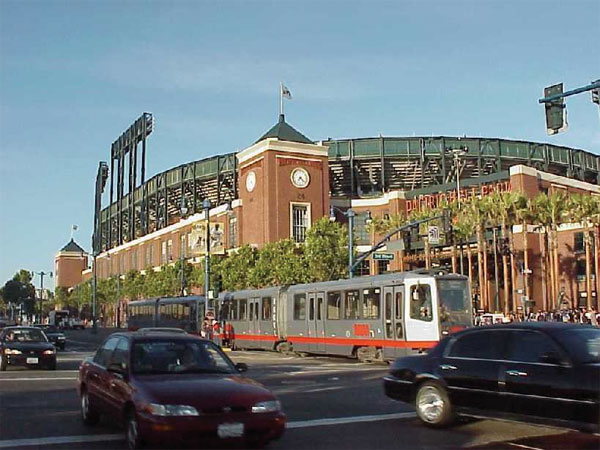
球場外觀，當時仍為「太平洋貝爾球場 (Pacific Bell Park)」

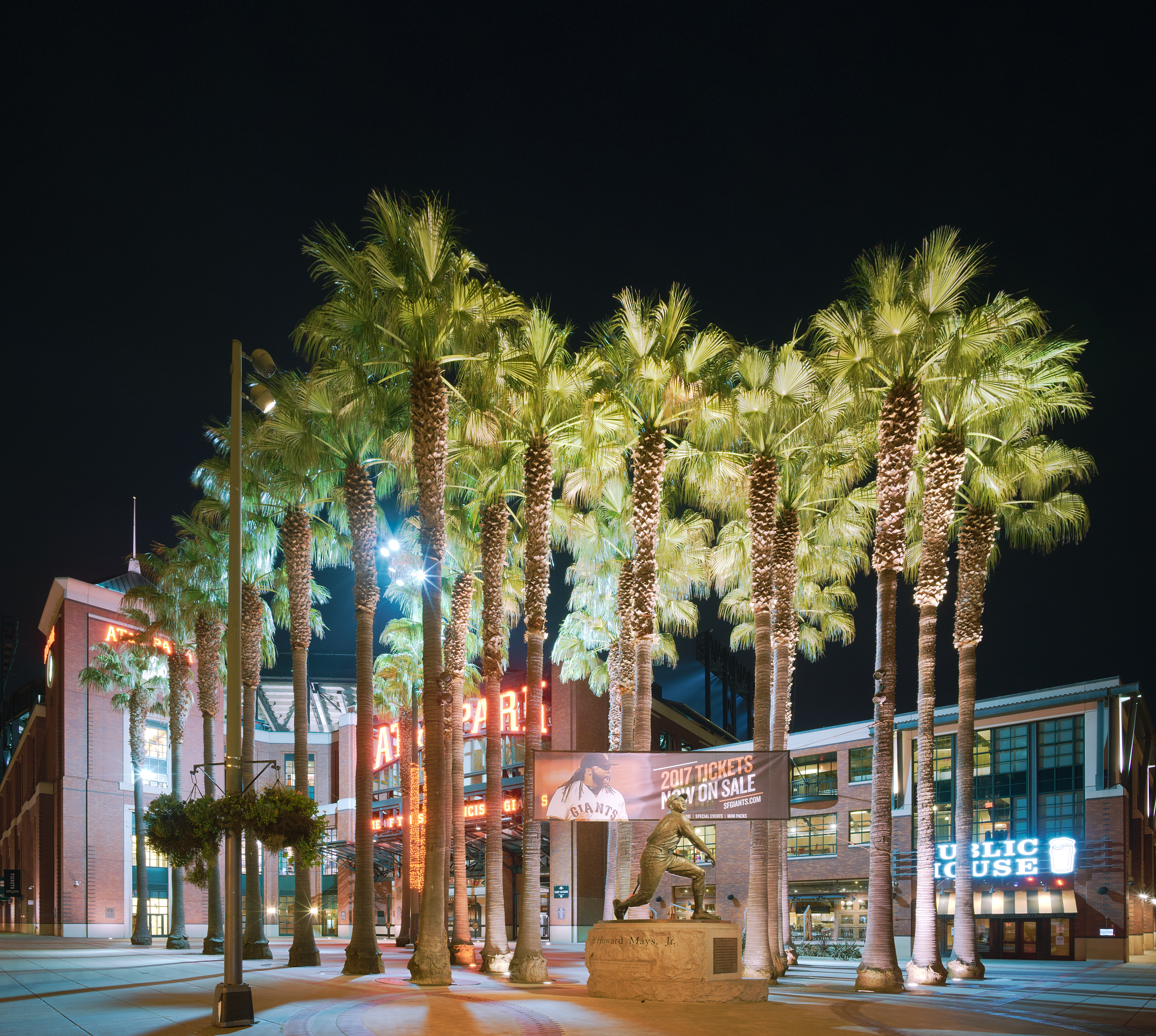
晚上的球場外觀，當時 (2017年) 仍為「AT&T球場 (AT&T Park)」，門前廣場種有24棵棕櫚樹，來代表威利·梅斯所穿球衣背號

## 冠名權
總部在舊金山的電話公司太平洋貝爾，於1996年4月3日以24年美元$5千萬取得當時仍在計畫中球場的冠名權，因此太平洋貝爾球場 (，簡稱) 成為球場的第一個名字。
在太平洋貝爾與SBC通訊 (SBC Communications) 於1997年4月合併後，太平洋貝爾球場的名字仍被使用至2004年1月1日，之後改為SBC球場 (SBC Park)。2005年11月18日SBC通訊與舊AT&T (AT&T Corp.) 合併，改名為AT&T公司 (AT&T Inc.)，因此2006年球場有了啟用六年來的第三個名字：AT&T球場 ()。
雖然AT&T持有冠名權至2019年底，不過AT&T於2019年初告知，假如球場方可以快速與其他公司談妥新冠名權，AT&T願意提早結束合約。幾乎是隔夜的，甲骨文公司和舊金山巨人隊於2019年1月10日宣布達成即日生效的20年球場冠名合約。據彭博社估計這冠名合約總價值約美元$2～3.5億，與18年前與AT&T前身Pacific Bell簽訂的合約相比，球場方每年可獲約多一倍的金額，至少美元$1千萬。

## 球場特徵
這座球場擁有68間高級包廂，多達5200個貴賓座位，以及本壘後方1500個貴賓座位。
左外野側上層看台有巨人隊歷史名將的退休號碼，包括比爾·泰瑞(Bill Terry)(3號)、密爾·歐特(Mel Ott)(4號)、卡爾·哈伯爾(Carl Hubbell)(11號)、Monte Irvin(20號)、威利·梅斯(Willie Mays)(24號)、貝瑞·邦茲(Barry Bonds)(25號)、Juan Marichal(27號)、Orlando Cepeda(30號)、威利·麥考維(Willie McCovey)(44號)、蓋洛·佩里(Gaylord Perry)(36號)等巨人隊名將的退役號碼，以及全大聯盟各球隊退役的傑基·羅賓森(Jackie Robinson)的42號。至於紐約巨人隊時期的克里斯提·馬修森(Christy Mathewson)和約翰·麥格勞(John McGraw)由於是在無背號的時代則是以 "NY" 標示。

## 在此締造的記錄
- 2007年7月10日：美國聯盟西雅圖水手隊外野手鈴木一朗擊出明星賽史上首支場內全壘打。美國聯盟最後以5：4擊敗國家聯盟。
- 2009年7月10日：舊金山巨人隊投手Jonathan Sánchez投出無安打比賽，以8：0擊敗教士隊。這是巨人隊遷至舊金山後的首場無安打比賽。
- 2012年6月13日：舊金山巨人隊投手麥特·凱恩投出完全比賽，以10：0擊敗太空人隊。這是巨人隊128年隊史上的首場完全比賽。
- 2014年7月13日：舊金山巨人隊捕手巴斯特·波西和投手麥迪森·邦迦納在對亞利桑那響尾蛇的比賽中，分別在第五和第六局擊出滿貫全壘打。這是大聯盟史上先發投捕搭檔首度在同一場比賽擊出滿貫全壘打。最後巨人以8：4擊敗響尾蛇。